# Leucanitis colombiana
Leucanitis colombiana là một loài bướm đêm trong họ Noctuidae.